# Best Buddies
Best Buddies ist eine weltweite Non-Profit-Organisation, die sich die soziale Integration von Menschen mit einer geistigen Behinderung zum Ziel gesetzt hat. Es geht dabei um die Förderung von individuellen Freundschaften zwischen Menschen mit und ohne eine geistige Behinderung.

## Geschichte
Gegründet wurde die Organisation im Jahr 1989 in den USA von Anthony Kennedy Shriver (* 1965), dem Sohn von Eunice Shriver – der Gründerin der Special Olympics, die wiederum eine Schwester u. a. von John F. Kennedy ist. Sitz der Hauptorganisation ist Miami. Im Jahr 2001 hatte Shriver die Idee, seine Programme auch in anderen Ländern anzubieten. Seither wurden die Programme von Best Buddies in über 40 Länder verbreitet. Der größte Ableger der Organisation ist in Kanada. Seit 2005 existiert Best Buddies auch in Deutschland.

## Gründung in Deutschland
Best Buddies Deutschland wurde von der Journalistin Inga Griese initiiert. Zu den Gründungsmitgliedern gehören die Unternehmerin und Designerin Anne Maria Jagdfeld, die Rechtsanwältin Sybille Naumann, die Medienberaterin und ehemalige SFB-Fernsehdirektorin Barbara Groth sowie der Commerzbank-Direktor Gerhard Bückner, Ute Hartjen (Vorstandsvorsitzende der Camera Work AG) und Martin Bussmann (New York).